# اشتفان روسو
اشتفان روسو (به رومانیایی: Ștefan Rusu) (زادهٔ ۲ فوریه ۱۹۵۶) کشتی‌گیر سابق اهل رومانی در دسته‌های ۶۸ و ۷۴ کیلوگرم کشتی فرنگی و مربی کشتی است.